# Lincolnshire sausage

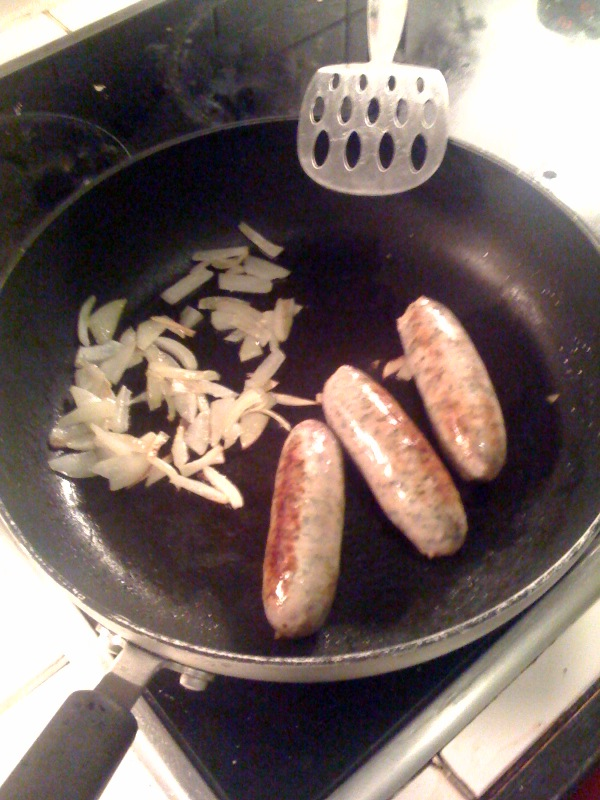
Lincolnshire sausages

Lincolnshire sausage – rodzaj angielskiej kiełbasy wieprzowej wywodzącej się z hrabstwa Lincolnshire.
Kiełbasa cechuje się charakterystycznym smakiem nadawanym przez szałwię wykorzystywaną do jej przyprawiania, oraz grubo mielonymi kawałkami mięsa. Mięso stanowi co najmniej 70% zawartości produktu. Poza szałwią, w skład kiełbasy wchodzi także bułka tarta lub rozdrobnione suchary, sól i pieprz. Całość zawijana jest w naturalne jelito.
Lincolnshire sausage prawdopodobnie po raz pierwszy zaczęto wyrabiać w XIX wieku. Najstarszy udokumentowany przepis pochodzi z 1886 roku.
Co roku, w październiku, na terenach zamku i katedry w Lincoln odbywa się festiwal poświęcony tej kiełbasie.
W 2006 roku założone zostało stowarzyszenie Lincolnshire Sausage Association, prowadzące kampanię mającą na celu wpisanie kiełbasy do europejskiego rejestru produktów o chronionym pochodzeniu geograficznym (PGI). W 2012 roku wniosek o wpis został odrzucony na szczeblu krajowym przez Departament Środowiska, Żywności i Spraw Wiejskich (DEFRA), czego powodem miał być niewystarczający związek między tymże produktem a miejscem pochodzenia.